# Bengt Roslund
Bengt Holger Roslund, född 4 oktober 1929 i Helsingborg, död 23 augusti 2020 i Sankt Petri distrikt i Malmö, var en svensk TV-producent.
Roslund samarbetade med Lasse Holmqvist i en lång rad program, bland annat Lördagsträffar och Här är ditt liv. Han gjorde uppmärksammade intervjuer med och dokumentärfilmer om Gustaf VI Adolf, Nils Poppe, Jan Malmsjö, Göran Stenlund, fader Gunnar Rosendahl, Göte Strandsjö och Sten Broman.
Han producerade många teaterföreställningar för tv, bland annat Nils Poppes och Eva Rydbergs lustspel från Fredriksdalsteatern i Helsingborg. Tillsammans med Ingamay Hörnberg, som han sammanlevde med under en lång tid, producerade han barnprogrammet Skurt i TV3.
Utöver olika underhållningsprogram producerade han även mängder av TV-gudstjänster och livsåskådningsprogram. Under många år samarbetade han med musikprofessorn och tonsättaren Göte Strandsjö och hans NU-kör. De gjorde flera uppmärksammade program med bland andra Harriet Forssell, Åke Arenhill, Dan-Olof Stenlund och Malmö Kammarkör, Ernst-Hugo Järegård, Karin Mang-Habashi,  Göran Stenlund, Jan Sparring och Kerstin Rundqvist.
Bengt Roslund är begravd på Gamla kyrkogården i Malmö.